# So You Want to Be a Rock 'n' Roll Star
„So You Want to Be a Rock 'n' Roll Star“ je píseň americké rockové skupiny The Byrds z roku 1967. Jejími autory jsou dva z členů skupiny, Jim McGuinn a Chris Hillman. Píseň původně vyšla jako singl v lednu 1967 (na jeho B-straně byla píseň „Everybody's Been Burned“) a v žebříčku Billboard Hot 100 se umístil na 29. příčce. V únoru toho roku pak vyšla jako součást alba Younger Than Yesterday (v koncertní verzi vyšla například na albu (Untitled) z roku 1970). Později píseň nahrála řada dalších hudebníků, mezi které patří Patti Smith, Black Oak Arkansas nebo Tom Petty.